# Tropon
A tropon (IUPAC-név: ciklohepta-2,4,6-trién-1-on) nem benzoid aromás szerves vegyület. 7 szénatomos gyűrűből áll három konjugált kettős kötéssel és ketocsoporttal. A hasonló tropolon (2-hidroxiciklohepta-2,4,6-trién-1-on) további alkohol (vagy enol) csoporttal rendelkezik a keton mellett. A troponok ritkák a természetes környezetben, kivéve a 2-hidroxiszármazékokat, a tropolonokat.
A tropon 1951 óta ismert, és nevezik cikloheptatrienílium-oxidnak is. A tropolon nevet M. J. S. Dewar alkotta 1945-ben az érzékelt aromásság miatt.

## Jellemzők
Dewar 1945-ben feltételezte, hogy a troponok aromásak lehetnek. A karbonilcsoport a triéngyűrű révén jobban polarizált, részleges pozitív töltést adva a szénatomnak és részleges negatívat az oxigénnek (A). Szélsőséges esetben a szén töltése teljes (B), tropíliumiont adva, mely aromás 6 elektronos rendszer (C).

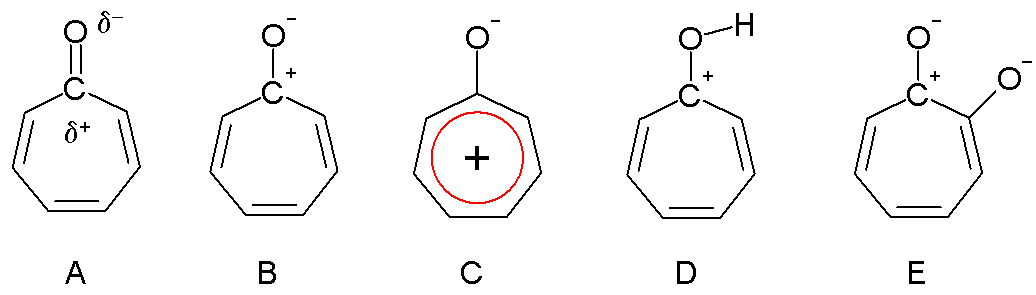
Troponszerkezetek

A troponok bázikusak (D) is lehetnek az aromás stabilizáció révén. Ez a savakkal való könnyű sóképződésben is megjelenik. A tropon dipólusmomentuma 4,17 D, szemben a cikloheptanon 3,04 D-ével. A különbség a dipoláris rezonanciaszerkezet stabilizációjával konzisztens.

## Szintézis
Számos mód van troponok és troponszármazékok szintézisére. Két gyakori módszer erre a cikloheptatrién szelén-dioxidos oxidációja és a tropinonból Hofmann-eliminációval és brómozással közvetve történő út.
A tropon előállítható továbbá brómbenzolból diazometánnal UV-fényben. Ez brómtropilidént ad, ami brómozással és hidrogén-bromid-eliminációval brómtropílium-bromidot ad, melynek hidrolízisekor tropon keletkezik.

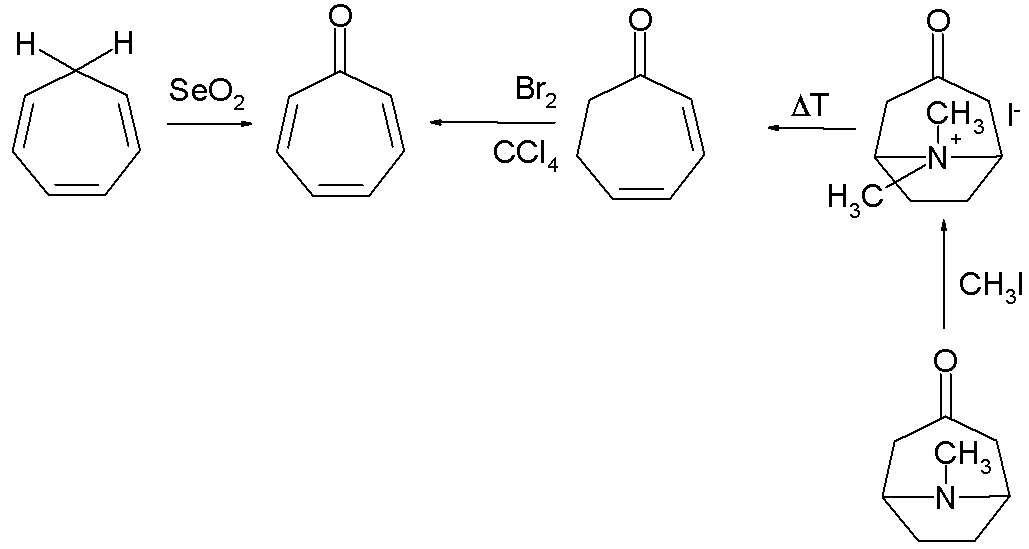
Troponszintézis

## Reakciók
Magas hőmérsékleten kálium-hidroxidban a tropon gyűrűszűkülésen megy át benzoesavat adva. Sok származék szintén a megfelelő arénné szűkül. A tropon elektrofil szubsztitúcióban reagál például brómmal, de ez az 1,2-addíciós terméken megy keresztül, és nem aromás elektrofil szubsztitúció.

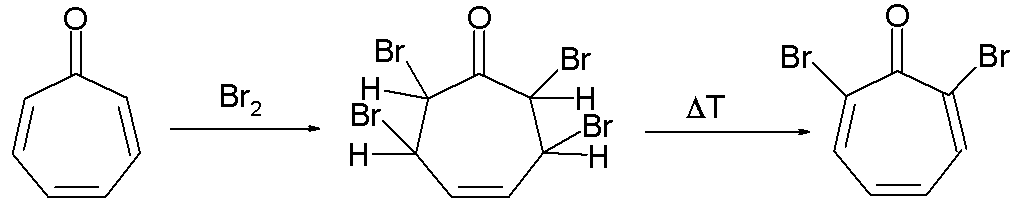
Troponbrómozás

A troponszármazékok a nukleofil aromás szubsztitúcióhoz hasonló nukleofil szubsztitúcióban is reagálnak.

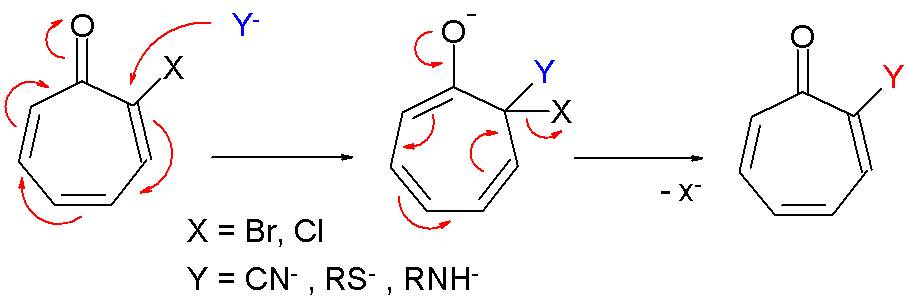
Nukleofil troponszubsztitúció

A tropon [8+3]annuláción megy át fahéjaldehiddel.

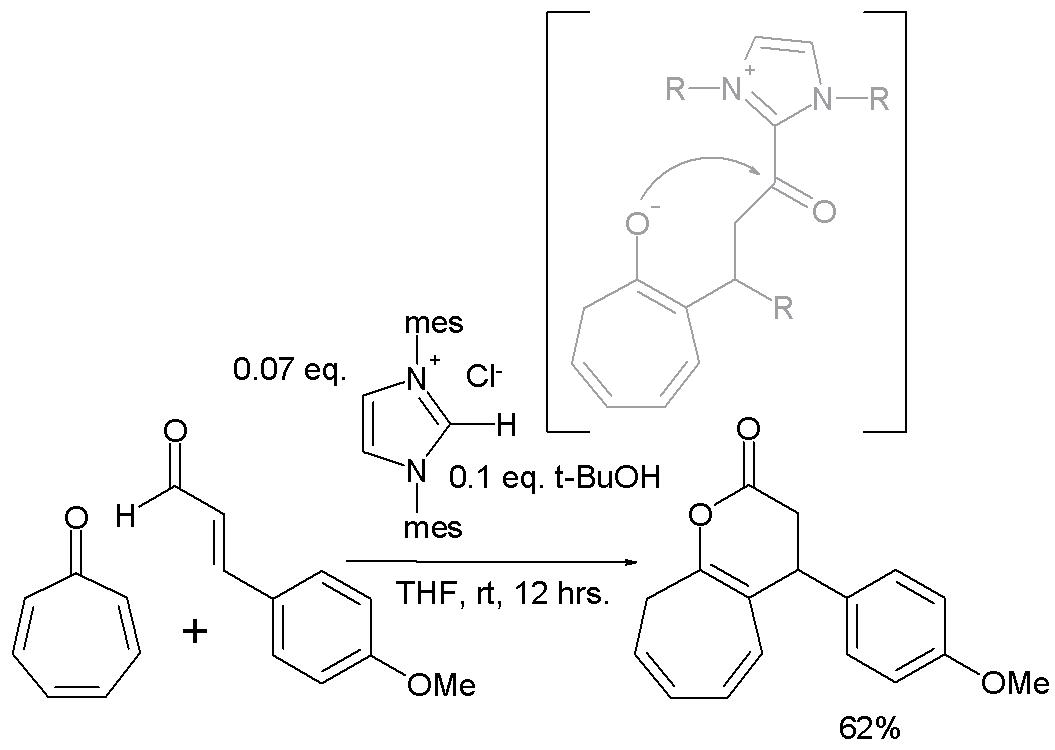
Troponannuláció

### Diénkarakter
A tropon diénként működik Diels–Alder-reakciókban például maleinsav-anhidriddel. Vas-trikarbonillal a (butadién)vas-trikarbonilhoz hasonló adduktumokat képez.

## Származékok
| Név              | Szerkezet | Természetes források                                                  |
| ---------------- | --------- | --------------------------------------------------------------------- |
| Tropolon         |           | Pseudomonas lindbergii, Pseudomonas plantarii                         |
| Hinokitiol       |           | Cupressaceae-fák                                                      |
| Stipitatinsav    |           | Talaromyces stipitatus                                                |
| Tropoditietinsav |           | Phaeobacter piscinae, Phaeobacter inhibens, Phaeobacter gallaeciensis |
| Kolchicin        |           | Colchicum autumnale, Gloriosa superba                                 |

További troponszármazékok például a puberulon- és puberulinsav, a rozeobakticidek, a pernambukon, a krototropon és az orobanon.

## Fordítás
Ez a szócikk részben vagy egészben  a   Tropone című angol Wikipédia-szócikk ezen változatának fordításán alapul.  Az eredeti cikk szerkesztőit annak laptörténete sorolja fel. Ez a jelzés csupán a megfogalmazás eredetét és a szerzői jogokat jelzi, nem szolgál a cikkben szereplő információk forrásmegjelöléseként.